# Kasper Paulsen
Kasper Paulsen er en dansk sejlsportsmand. Han er nuværende træner for det danske optimistlandshold og har tidligere været cheftræner for Davis Island Yacht Club i Florida og sommerprogrammet i Baywiev Yacht Club i Detroit.